# Blue Jeans (Franco126)
Blue Jeans è un singolo del cantautore e rapper italiano Franco126, pubblicato il 15 dicembre 2020.

## Descrizione
Il brano è stato realizzato attraverso la collaborazione vocale di Calcutta; le parti di chitarra sono state invece curate da Giorgio Poi.

## Video musicale
Il video, diretto da Vittorio Antonacci e interpretato da Giulio Beranek e Lorenza Perrone, è stato pubblicato il 17 dicembre seguente attraverso il canale YouTube di Soldy Music.

## Tracce
Testi di Federico Bertollini e Ceri, musiche di Ceri e Giorgio Poi.
1. Blue Jeans (feat. Calcutta) – 4:00

## Formazione
- Franco126 – voce
- Calcutta – voce aggiuntiva
- Giorgio Poi – basso, chitarra
- Ceri – produzione
- Gigi Barocco – missaggio, mastering
- Valerio Bulla – copertina
- Beatrice Chima – copertina

## Classifiche
| Classifica (2020) | Posizione massima |
| ----------------- | ----------------- |
| Italia            | 33                |